# Lola Forner
Pour les articles homonymes, voir Forner.
María Dolores Forner Toro, née à Alicante, le 6 juin 1960, mieux connue sous le nom de Lola Forner, est une actrice, présentatrice de télévision et mannequin espagnole.
Elle a été couronnée Miss Espagne en 1979 et a participé à Miss Monde 1979 et Miss Europe 1980.
Elle est plus connue dans le monde pour avoir joué aux côtés de l'acteur et cascadeur Jackie Chan dans les films Soif de justice et Mister Dynamite.

## Filmographie

### Cinéma
- 1979 : La familia bien, gracias (es) : María
- 1980 : Cuatro locos buscan manicomio : Adolescente (non créditée)
- 1981 : Dos y dos, cinco : Tina
- 1981 : Duelo a muerte : Isabel
- 1981 : El lobo negro : Isabel
- 1983 : Le Marin des Mers de Chine : La fille de l'amiral
- 1984 : El último penalty : Lena
- 1984 : Gritos de ansiedad : Pilar
- 1984 : Soif de justice : Sylvia
- 1986 : Mister Dynamite : May
- 1987 : Bianco Apache : Rising Sun
- 1987 : Scalps : Dolores, la maîtresse de Connor
- 1988 : Fatale Obsession : Journaliste (non créditée)
- 1989 : Mikola a Mikolko : Zora
- 1990 : Non ou la Vaine Gloire de commander : Princesse Dona Isabel
- 1990 : Pareja enloquecida busca madre de alquiler : Lola
- 2002 : Lisístrata (en) : Empuria

### Télévision
- 1983 : Las pícaras (es) (mini-série)
- 1989 : Le Curé de Bargota (téléfilm) : Doña Beatriz
- 1990 : La forja de un rebelde (en) : Carmen (1 épisode)
- 1990 : Ricos y famosos : Hostess
- 1993 : Amor de papel (es) : Rebeca de Cordova (2 épisodes)
- 1995 : Curro Jiménez: El regreso de una leyenda : Clara (1 épisode)
- 1996 : Tu pasado me condena (téléfilm)
- 1999 : Calle nueva (en) : Alex (1 épisode)
- 1999 : La familia... 30 años después (téléfilm) : María Alonso
- 2000 : Paraíso : Sonia (1 épisode)
- 2001 : El secreto : Elena Vega (4 épisodes)
- 2008-2009 : En nombre del amor : Carmen (34 épisodes)
- 2021 : Señoras del (h)AMPA (1 épisode)